# Акойский сельский округ
Акойский сельский округ (каз. Ақой ауылдық округі) — административная единица в составе Шетского района Карагандинской области Казахстана. Административный центр — село Акой.
Население — 715 человек (2009; 972 в 1999; 1306 у 1989).
Прежнее название села Акой — Просторное. Ликвидировано село Аксу.

## Состав
В состав округа входят такие населённые пункты:
| Населённый пункт | Население, человек (1989) | Население, человек (1999) | Население, человек (2009) |
| ---------------- | ------------------------- | ------------------------- | ------------------------- |
| Акой, село       | 1218                      | 923                       | 715                       |
| Аксу, село       | 88                        | 49                        | -                         |